# Sollefteå och Ramsele tingslags valkrets
Sollefteå och Ramsele tingslags valkrets var i valen till andra kammaren 1866–1881 en egen valkrets med ett mandat. Valkretsen, som motsvarade delar av dagens Sollefteå kommun, avskaffades inför valet 1884, då Sollefteå bildade Ångermanlands mellersta domsagas valkrets medan Ramsele fördes till Ångermanlands västra domsagas valkrets. 

## Riksdagsmän
- Per Engman, lmp (19–24/1 1867)
- Henrik Hansson (6/2 1867–1868)
- Per Engman, lmp (1869–1872)
- Johan Fahlén (1873–1875)
- Per Engman, lmp (1876–24/1 1880)
- Erik Petter Jonsson, lmp (1/4 1880–1882)
- Abraham Berglund (31/1–24/3 1883)
- Anders Huss, lmp (2/5 1883–1884)